# 인간의 꽃
《인간의 꽃》은 1985년 12월 8일에 MBC TV에서 방영되었던 베스트셀러극장이다.

## 출연
- 임미미
- 박병훈
- 이기선
- 박영규
- 최봉
- 박종설
- 박정자
- 지계순
- 이상숙
- 전인택
- 이건주 (아역)
- 박상조
- 이수나
- 서권순
- 이창환
- 전희룡
- 이순규
- 문혜란
- 홍은성